# Basilica della Collegiata
La basílica de Maria Santissima dell'Elemosina, más conocida como basilica della Collegiata, es una iglesia tardobarroca italiana situada a lo largo de la Via Etnea, a poca distancia del palazzo dell'Università, en Catania.

## Historia
La iglesia se encuentra sobre un antiguo templo pagano dedicado a Proserpina. En los primeros siglos de la época cristiana se construyó en el terreno una pequeña iglesia dedicada a la virgen María, que en la época bizantina era llamada Madonna dell'Elemosina. En 1396 fue elevada a la dignidad de Regia Cappella porque era muy frecuentada por los aragoneses, gobernantes de Sicilia en esa época.
La iglesia fue reconstruida en los primeros años del siglo xviii, al igual que gran parte de la ciudad de Catania, destruida por el terremoto del 1693. Antes del terremoto la entrada del edificio estaba en el tramo inicial de la actual Via Alessandro Manzoni y tras la catástrofe se decidió invertirla, orientándola hacia la Via Etnea. En febrero de 1946 el papa Pío XII elevó la iglesia a la dignidad de basílica menor.

## Descripción
El proyecto se atribuye a Angelo Italia, que cambió la orientación del nuevo edificio respecto al precedente, destruido por el terremoto, de manera que su fachada principal diera hacia la Via Uzeda (la actual Via Etnea), prevista por el plano de reconstrucción. La fachada, proyectada por Stefano Ittar, es un magistral ejemplo del barroco siciliano.

### Exterior
La fachada campanario (típica de la tradición siciliana) es a dos órdenes y en el primer orden tiene seis columnas de piedra, coronadas por una barandilla. En el segundo orden hay un ventana central y a los lados cuatro grandes estatuas de san Pedro, san Pablo, santa Águeda y santa Apolonia. También en el segundo orden hay un elemento central que aloja las campanas. Se accede a la iglesia mediante una gran escalinata antes de la cual, para delimitar el parvis, hay una barandilla de hierro forjado.

### Interior

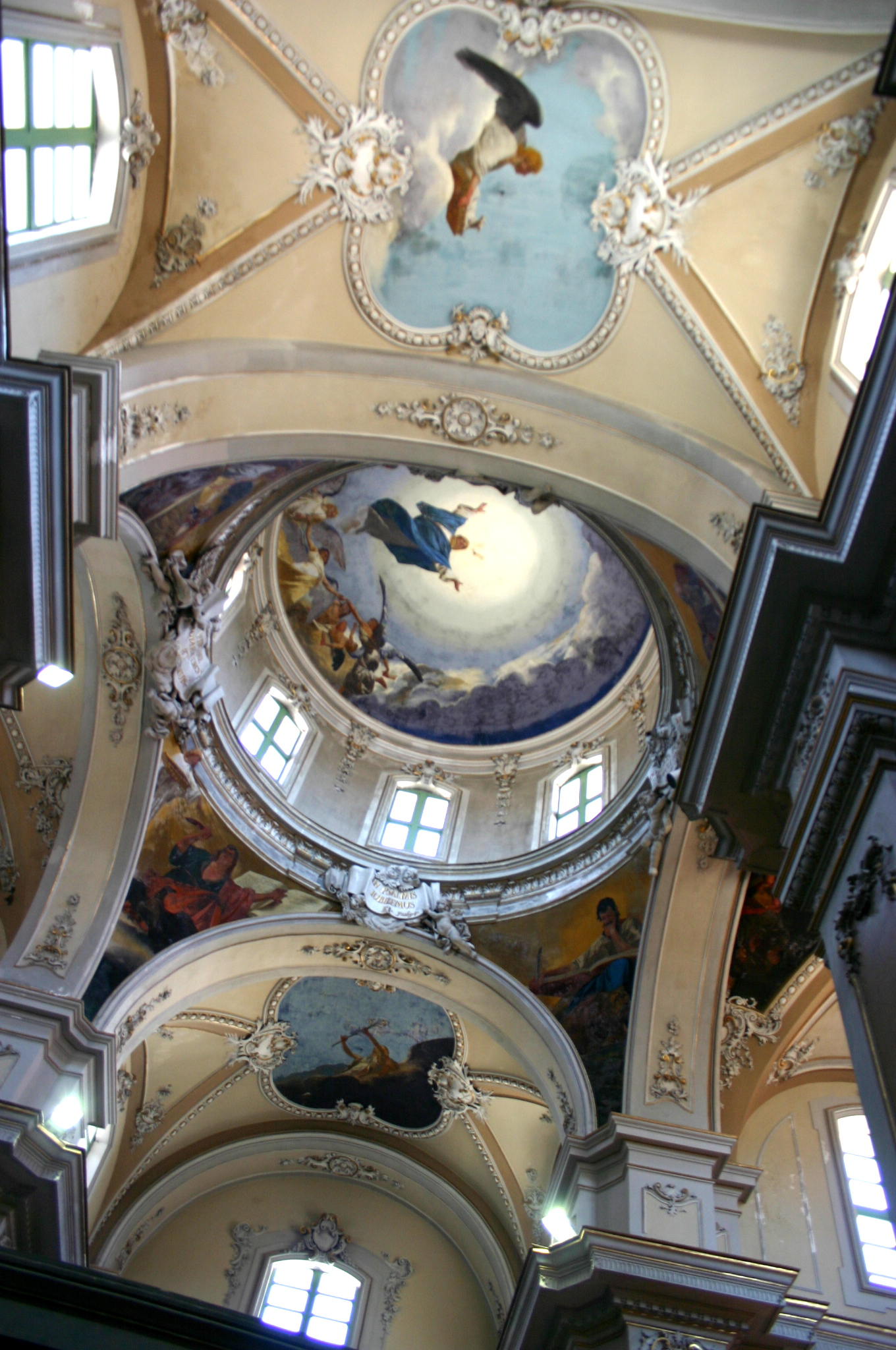
Giuseppe Sciuti, 1896. Frescos.

El interior tiene planta basilical con tres naves, delimitadas por ocho pilares, y tres ábsides, de los cuales el central está notablemente estirado para permitir la realización del coro de los canónigos, el segundo más importante de la ciudad por detrás del de la catedral.
En la nave de la derecha se encuentra el baptisterio y tres altares con lienzos de Olivio Sozzi que representan a santa Apolonia y san Euplio y un Martirio de santa Águeda de Francesco Gramignani. En el fondo de la nave está el altar de la Inmaculada, protegido por una barandilla de mármol, sobre la cual hay una estatua de mármol de la Virgen.
En el ábside de la nave central está el altar mayor con un icono de la Virgen con el Niño, copia del icono bizantino de la Virgen llamada dell'Elemosina (de la Misericordia) venerada en la basílica colegiata de Biancavilla. Detrás del altar mayor hay un órgano de madera del siglo xviii. A un lado hay un coro de madera con treinta y seis estalos, y al otro lado dos lienzos del pintor Giuseppe Sciuti.
En la nave de la izquierda, en la parte del ábside, está la capilla del Santísimo Sacramento con un altar de mármol. A continuación hay otros tres altares con lienzos que representan a san Juan Nepomuceno, la Sagrada Familia y san Francisco de Sales.
En 1896 Giuseppe Sciuti pintó frescos en la bóveda y la cúpula de la iglesia con varias imágenes de la virgen María, ángeles y santos.